# Karubeamsberge
Die Karubeamsberge (auch selten englisch Karubeam Mountains) sind ein Gebirge in der Region Khomas in Namibia, südöstlich von Dordabis, unweit der Loukoppan und des Loukop Hill (1466 m) gelegen.
Die höchste Erhebung der Karubeamsberge befindet sich auf einer Höhe von 1320 m oder 1582 m. Nordöstlich des Gebirges liegt der gleichnamige Karubeamsberg mit einer Höhe von 1525 m.